# Helmschmied

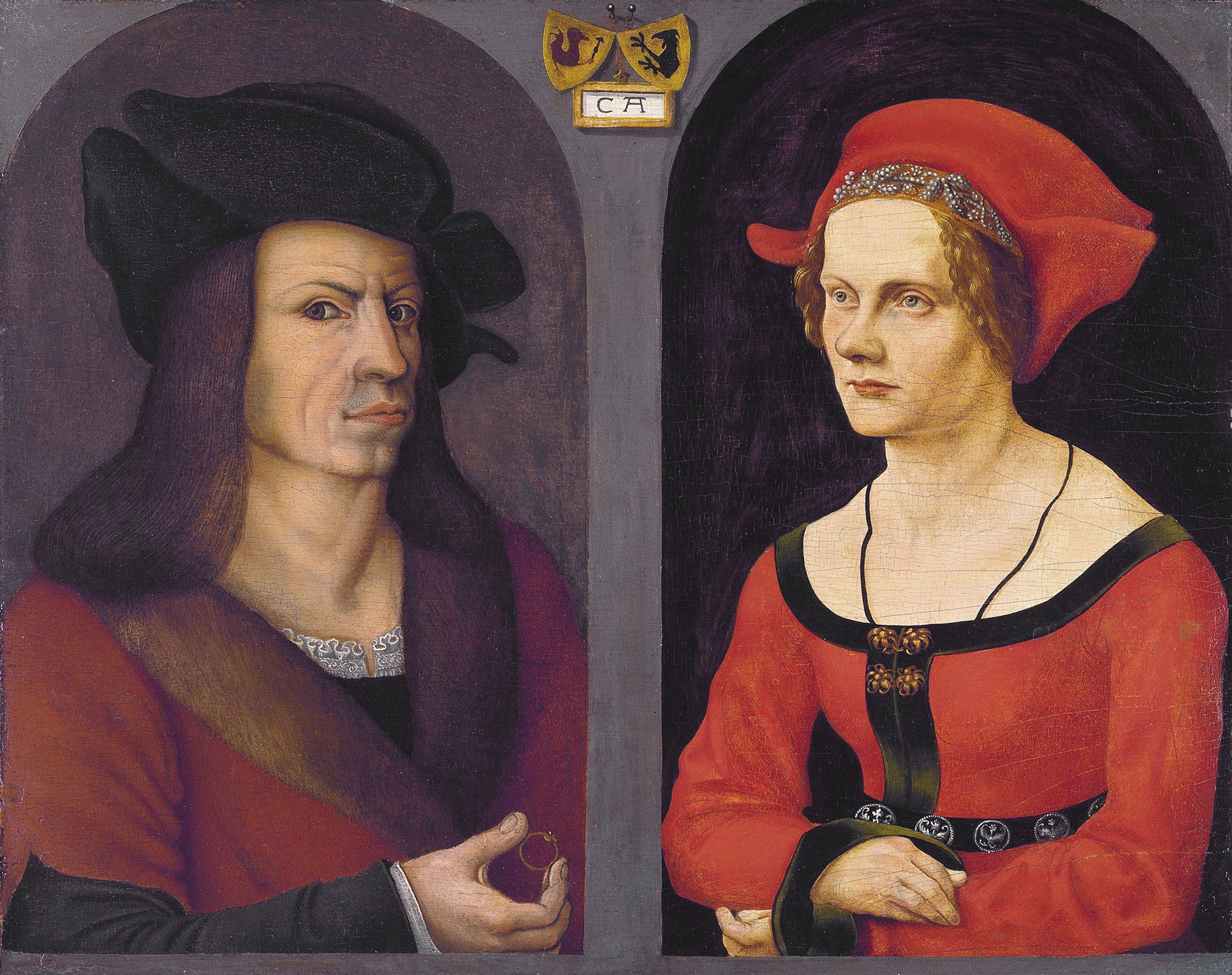
Kolman Helmschmied e Agnes Breu. Ritratto di Jörg Breu il Vecchio.

Gli Helmschmied di Augusta, in Germania, sono stati una delle più importanti famiglie tardo medievali europee di armorari. Il loro nome, a volte scritto anche Helmschmid, si traduce in "elmo fabbro". I membri più importanti della famiglia furono Lorenz Helmschmied (attivo nel 1467, morto nel 1515), Kolman Helmschmied (1471-1532) e Desiderio Helmschmied (1513-1579).
Gli Helmschmied hanno realizzato un'armatura per Filippo II di Spagna, per la nobiltà del Sacro Romano Impero, tra cui l'imperatore, gli Arciduchi d'Austria e Tirolo, così come per altri clienti facoltosi. Hanno gareggiato per fama e patrocinio nobile con altre due più importanti famiglie armaiole del tardo XV secolo, i Seusenhofers di Innsbruck (Austria) e i Missaglia di Milano.